# Manu Tuilagi
Etuale Manu Samoa Tuilagi (Fogapoa, 18 maggio 1991) è un rugbista a 15 samoano, internazionale per l'Inghilterra, tre quarti centro del Bayonne.

## Biografia
Manu Samoa è l'ultimo di sette fratelli, cinque dei quali rugbisti a livello internazionale per Samoa (Freddie, Henry, Alesana, Anitele'a e Vavae). Il suo nome gli fu dato in omaggio alle prestazioni in Nazionale di suo fratello maggiore Freddie durante la Coppa del Mondo di rugby 1991 in Inghilterra; esso, infatti, è lo pseudonimo con cui è nota la Nazionale rugbistica di Samoa, a sua volta proveniente da un noto guerriero isolano.
Nel 2004, giunse nel Regno Unito all'epoca in cui suo fratello Freddie giocava a Cardiff. Successivamente la famiglia si stabilì a Leicester seguendo gli spostamenti rugbistici dei fratelli maggiori. Qui entrò a far parte delle giovanili dei Leicester dopo aver militato in altri piccoli club britannici. 
Al momento di essere selezionato per rappresentare l'Inghilterra a livello scolastico, emerse il suo status di immigrato clandestino: egli era infatti giunto nel Regno Unito con un visto turistico valido per 6 mesi e ormai scaduto. Accantonato un progetto di adozione formale da parte del suo fratello maggiore Freddie e scongiurato il rischio d'espulsione, solo nel 2010 fu possibile per Tuilagi rimanere in Gran Bretagna grazie all'interessamento della Federazione e ad una petizione in suo favore.
Tuilagi fece il suo esordio professionistico con il Leicester nel corso della stagione 2010-2011 del massimo campionato inglese; quell'anno i Tigers arrivarono alla finale che perdettero contro i Saracens, ma egli non prese parte all'incontro a causa di una squalifica di 5 settimane comminatagli per aver ripetutamente colpito al volto Chris Ashton nel corso della semifinale contro Northampton.Poté disputare l'ultimo atto della Premiership nella stagione successiva, ma anche questa volta Leicester perse contro Northampton; vinse comunque il primo titolo della sua carriera conquistando la Coppa Anglo-Gallese 2011-12. Nel 2013 giocò la sua seconda finale consecutiva da titolare dove segnò anche una meta che permise ai Tigers di conquistare la decima Premiership della loro storia. Questo fu il suo ultimo titolo nelle 10 stagioni che trascorse con il club formatore, nel 2020 passò, infatti, ai Sale Sharks. Nella squadra di Grande Manchester trascorse cinque annate dove arrivò fino alla finale della Premiership 2022-23 persa contro i Saracens. Nel marzo 2024, lasciò il Regno Unito, per trasfersi al Bayonne in Top 14 con cui firmò un contratto biennale.
A livello internazionale, Tuilagi militò nelle nazionali inglesi under-16 ed under-18. Nel gennaio 2011 scese in campo con la Nazionale A dell'Inghilterra nella vittoria contro la selezione A dell'Italia dove marcò una meta.
Cinque mesi più tardi fu aggregato da Martin Johnson alla rosa della Inghilterra per preparare la Coppa del Mondo di rugby 2011. Fece il suo esordio nel test match contro il Galles, dove segnò anche la sua prima meta internazionale. Successivamente prese parte alla manifestazione iridata in Nuova Zelanda, diventando, all'epoca, il più giovane giocatore inglese di sempre a disputare un mondiale; nel corso del torneo, dove l'Inghilterra arrivò ai quarti di finale, giocò tutti gli incontri marcando due mete. Dopo aver ottenuto 14 presenze con la nazionale inglese giocando le edizioni 2012 e 2013 del Sei Nazioni, fu convocato per il tour dei British Lions in Australia. Nel corso della tournée scese in campo nell'ultima delle sfide contro i Wallabies, che permise ai Lions di aggiudicarsi la serie per due incontri a uno. Il biennio successivo fu impiegato solo in quattro occasioni con la selezione inglese e mancò la Coppa del Mondo di rugby 2015 in quanto escluso dal commissario tecnico Stuart Lancaster per ragioni disciplinari. Tornò in nazionale in occasione della partita con il Galles del Sei Nazioni 2016 dove l'Inghilterra si aggiudicò il Grande Slam sotto la guida del nuovo allenatore Eddie Jones. In seguito a due anni di assenza, scese nuovamente in campo in un test match contro l'Australia del novembre 2018; successivamente prese parte a tutti gli incontri del Sei Nazioni 2019. Dopo aver disputato tutte le sfide preparatorie, fu incluso tra i convocati per la Coppa del Mondo di rugby 2019, nel corso della quale giocò da titolare la finale persa contro il Sudafrica. Vinse per la seconda volta il Sei Nazioni nell'edizione 2020, ma poi fu assente per quasi due stagioni a causa di numerosi infortuni. Tornato in occasione delle amichevoli autunnali del novembre 2021, l'anno successivo conquistò la sua cinquantesima presenza in nazionale nella sconfitta contro gli Springboks. Il nuovo commissario tecnico Steve Borthwick lo schierò nell'ultimo incontro del Sei Nazioni 2023. Poi, dopo aver giocato due incontri di preparazione, fu selezionato per la Coppa del Mondo di rugby 2023 dove disputò sei delle sette partite che portarono l'Inghilterra a raggiungere il terzo posto finale. La sua ultima apparizione in nazionale risale alla sfida contro la Francia del Sei Nazioni 2024.

## Palmarès
- Premiership: 1
Leicester: 2012-13
- Sei Nazioni: 2
Inghilterra: 2016, 2020